# Municipio de Rodeo
El municipio de Rodeo es un municipio mexicano del Estado de Durango localizado en el centro del estado, en la región de los Valles. Está localizado al norte del municipio de San Juan del Río. Se ubica en la zona conocida como la Comarca Lagunera.

## Toponimia
Rodeo, sustantivo que quiere decir “ir a traer el ganado para herrarlo”. También se ha dado en llamar “Rodeo” a una fiesta charra. Es decir, montar y jaripear animales broncos, domesticados o mansos. Eso es un “Rodeo”. Conforme a datos históricos transmitidos por tradición oral, los antiguos pobladores de esta región, en la parte baja del pueblo, realizaban rodeos para herrar su ganado, al final de los cuales montaban animales broncos, es decir, organizaban rodeos con fines de distracción. Así se fue formando la costumbre de ir al rodeo, unos por la actividad pecuaria y otros por diversión, quedando este nombre en la costumbre de la población. Es por ello que el municipio se llama El Rodeo.

## Escudo
El municipio de Rodeo utiliza el escudo del estado de Durango el cual posee los siguientes elementos: un árbol de roble de color café, con follaje abundante en un vivo color verde; dos lobos con actitud de correr, en fondo azul; dos ramas de palma color verde a manera de guirnalda en ambos lados del escudo, las que van enlazadas por sus tallos con un moño de color rojo en la parte inferior. Todo esto enmarcado en un armazón color café bronce; en la parte superior del escudo aparece la corona real de color amarillo oro con piedras azules en sus arcos verticales y piedras en formas de rombo en su base, estas se encuentran incrustadas y alternan en rojo y azul, al interior de la corona se encuentra un forro rojo vivo; finalmente en la parte alta de la corona se remata con una esfera que representa el globo terráqueo rematado por una cruz latina.

## Reseña histórica
A este lugar llegaban diferentes tribus y en muchas ocasiones los encuentros no fueron pacíficos. Fundamentalmente fue habitada por zacatecos y tepehuanos, atraídos por el río de las Nazas, como ocurrió con el capitán Francisco de Ibarra, quien visitó la zona en su segunda expedición, probablemente en 1563, antes a partir a la conquista de Topia. Las construcciones que se levantan en el pueblo de Rodeo, son el testimonio del cariño y el arraigo que despierta en su gente la riqueza de su suelo, con algunos minerales de relativa importancia y un clima propicio para la agricultura. Por esa razón se desarrollaron algunos centros hacendarios, los que bajo un régimen feudal, detuvieron el avance socioeconómico de la zona. Entre las principales haciendas del período colonial se pueden señalar las de: Amoles, Güichapa, Palmitos, Refugio, San Salvador, Santa Bárbara y Trinidad. Estas mismas haciendas que perduraron a través de los siglos, fueron el foco de atención en el movimiento armado de 1910 y su destrucción por las fuerzas revolucionarias resultó incontrolable por el odio acumulado.

## Geografía
El municipio de Rodeo se localiza al centro del estado de Durango. Colinda al norte con el municipio de San Pedro del Gallo; al noreste con San Luis del Cordero; al oriente con el municipio de Nazas; por el sur San Juan del Río; al Suroeste con Coneto de Comonfort y al noroeste con los de Indé y El Oro; su cabecera municipal se encuentra ubicada en las coordenadas 25º11' de latitud norte y 104º34' de longitud oeste, a una altitud de 1,340 metros sobre el nivel del mar.
La superficie del municipio es de 1,854.9 kilómetros cuadrados, esta área representa el 1.55% del territorio del municipio, como en todo el estado, es montañoso, y solamente presenta planicies en el curso alto del río Nazas, en donde está el pueblo de Rodeo y los ejidos establecidos en las que fueron haciendas de La Trinidad, San Salvador y Santa Bárbara, y en el valle que se abre en la desembocadura del río de San Juan del Río.

### Orografía
En la porción septentrional se levanta el elevado cerro de El Yaque, que es punto del lindero con el municipio de El Oro, y el Picacho de Las Peras, que lo es con el de San Luis del Cordero, y de ambas montañas se desprenden cordilleras que corren hacia el Sur para enfrentarse con las que vienen en sentido contrario y formar un cañón al río Nazas.

### Hidrografía
Pertenece a la Región semiárida del estado, pues sus terrenos quedan cortados transversalmente por el río Nazas cuya altitud en esta zona es de 1450 metros; así como por los afluentes que descienden a su lecho, alimentados por el río de San Juan del Río, lo que hace que aparezca como una depresión entre las mesetas de La Zarca y los Llanos de San Juan.
Como características propias de la zona, las rocas calizas penetran en los terrenos hasta los faldeos de las sierras de San Francisco y de Coneto. Además del río de San Juan fluye el arroyo de Coneto, que nace en la Sierra y pasa por el pueblo del que toma su nombre.

### Clima
Tiene una temperatura media anual de 20.5 °C, con una máxima de 43.7 °C y una mínima de 7.7 °C.
Se presenta la primera helada en el mes de octubre y la última en abril con un régimen de lluvias en los meses de junio, julio y agosto. La precipitación media anual es de 400 milímetros.

### Principales ecosistemas
Los principales excosistemas con los que el municipio cuenta son ecosistemas áridos, matorrales y pastizales, desierto, así como también pequeñas porciones de bosques de pino y encino, esto al oeste del municipio. a las orillas del el río nazas, podemos encontrar una gran diversidad de ecosistemas y microecosistemas acuáticos.

### Recursos naturales
Las tierras planas del municipio son de gran fertilidad por su elevación, que les da temperatura cálida y por la facilidad que tienen para ser regadas, cultivándose con gran éxito en ellas: chile, cacahuate, maíz, trigo, nuez y frijol.
Las zonas metalíferas principales son las que rodean al pueblo de Yerbabuena y al mineral del Realito; minerales que no han sido explotados en forma intensa ya que salvo determinadas personas han sido capaces de principiar su explotación, dejando vestigios de su presencia y olvidando por completo las minas. Los principales yacimientos cuentan con los siguientes metales: estaño, ágata, plata, plomo, manganeso, fluorita y uranio.

### Características y uso del suelo
Tiene su origen en el período cretáceo y cuaternario. Según la composición del suelo corresponde a los del tipo feozem, en el cual su uso es variado según el clima, relieve y la disponibilidad del agua. Xerosol: se encuentra en la región semiárida y se caracteriza por tener una capa superficial de color claro y muy pobre en materia orgánica. Tiene uso agrícola restringido. Fluvisol: se encuentra en la parte de la planicie en los cursos de los ríos que cruzan el municipio.

## Demografía

### Localidades
En el censo de 2020 el municipio de Rodeo contaba con 50 localidades.
| Código INEGI      | Localidad         | Población (2020) |
| ----------------- | ----------------- | ---------------- |
| 100240001         | Rodeo             | 5 079            |
| 100240002         | Abasolo           | 1 219            |
| Otras localidades | Otras localidades | 6 520            |
| Total municipal   | Total municipal   | 12 818           |

## Monumentos históricos
Arquitectónicos: La parroquia de Rodeo.
Museos
El museo histórico del municipio de Rodeo, situado en la cabecera municipal.
Fiestas, danzas y tradiciones
Fiestas populares
La del 15 de mayo, a San Isidro labrador con feria y matachines; en Rodeo, la del 8 de diciembre en honor a la Purísima Concepción, con fuegos artificiales, música y danza de matachines.
Las tradiciones más comunes en el municipio de Rodeo son de carácter religiosas.
Música
Cuenta con dos melodías que llevan el título de “Corrido de Rodeo”.
Artesanías
Canastas, petacas y sombreros elaborados de palma y sauce.
Gastronomía
Básicamente las comidas más características son el asado de puerco, las carnitas y los chicharrones.
Centros Turísticos
Las riveras de los ríos Nazas y Las Alamedas.